# Behrn Center
Behrn Center är ett byggnadskomplex i centrala Örebro. Kvarteret, som ligger i hörnet Östra Bangatan-Rudbecksgatan, började byggas 2007 av Behrn Fastigheter. Det innehåller två höghus (12 respektive 16 våningar höga) närmast korsningen innehållande bostäder och kontor, samt ett anslutande parkeringsgarage med radhus ovanpå och butiker i markplan. Kvarteret stod inflyttningsklart under 2009, och invigdes 15 december 2009. Arkitekt var det Karlstadbaserade arkitektkontoret KLARA arkitekter.